# Le Touvet
Le Touvet är en kommun i departementet Isère i regionen Auvergne-Rhône-Alpes i sydöstra Frankrike. Kommunen ligger i kantonen Le Touvet som tillhör arrondissementet Grenoble. År 2022 hade Le Touvet 3 115 invånare.

## Befolkningsutveckling
Antalet invånare i kommunen Le Touvet
Referens:INSEE